# Новиньский, Рышард
Рышард Новиньский (пол. Ryszard Nowiński; род. 19 июня 1951, Лодзь, Лодзинское воеводство) — польский хоккеист, центральный нападающий.

## Биография
Рышард Новиньский родился 19 июня 1951 года в польском городе Лодзь.
Занимался хоккеем с шайбой в лодзинском ЛКС.
Играл на позиции центрального нападающего за ЛКС (1971—1973, 1976—1981), варшавскую «Легию» (1974—1975) и выступавший в австрийской второй лиге «Цельтвег» (1981—1983). В сезоне-1982/83 был играющим тренером «Цельтвега».
В 1976 году в составе сборной Польши участвовал в чемпионате мира в Катовице, где поляки заняли 7-е место. Провёл 10 матчей, забросил 1 шайбу в матче со сборной СССР (6:4).
В 1977 году играл в дивизионе «В» чемпионата мира в Токио, где поляки заняли 2-е место. Провёл 8 матчей, набрал 2 (1+1) очка.